# بين تايلور
بين تايلور (بالإنجليزية: Ben Taylor) هو لاعب كرة قدم أمريكية أمريكي، ولد في 31 أغسطس 1978 في بلايري في الولايات المتحدة.

## وصلات خارجية
- بين تايلور على موقع مرجع كرة القدم المحترفة.كوم (الإنجليزية)